# Ludassy Mária
Ludassy Mária (Budapest, 1944. január 14. –) Széchenyi-díjas magyar filozófus, a filozófiatudomány doktora, az ELTE BTK Filozófiai Intézet Általános Filozófia Tanszék tanára, az MTA doktora. Kutatási területe az angol és francia felvilágosodás morálfilozófiája, a liberalizmus klasszikusai és a francia politikai katolicizmus története.

## Munkássága
1967-ben az ELTE BTK filozófia szakán szerzett filozófia szakos diplomát, ezt követően 1968-ig a Vallásfilozófiai kutatócsoportnál volt gyakornok. 1969-től az MTA Filozófiai Intézetének munkatársa. 1972-ben A francia felvilágosodás filozófiai vitáitól a francia forradalom ideológiai küzdelmeiig című disszertációjával szerzett doktori címet. 1975 és 1990 között több filozófiai mű kiadásában, szerkesztésében közreműködött (Hobbes: Leviatán, Hume: Értekezés az emberi természetről, Brit moralisták a XVIII. században, A francia felvilágosodás morálfilozófiája (Rousseau, Voltaire és Condorcet), amikhez előszót és jegyzeteket is írt. 1990 óta az ELTE BTK Filozófia Tanszékének professzora, ahol 17–18. századi filozófiatörténetet, klasszikus morál- és politikai filozófiát tanít.

## Jelentősebb előadásai
Több nemzetközi konferencián adott elő, előadásai később több nyelven is megjelentek.
- La volonté générale et la conscience privée 1978,
- The artificial virtues and the natural feelings 1980,
- Utopies and utopists in the XVIIIth c. France 1984,
- History of civil Disobedience in France 1985,
- Deux idées de la nation 1995,
- L'éducation nationale ou l’instruction publique 1996

## Díjai, elismerései
- Széchenyi-díj (2004)
- Lukács György-díj (2007)
- Hazám-díj (2024)
- Ferencváros díszpolgára (2024)

## Megjelent művei
- Valóra váltjuk a filozófia ígéreteit… Magvető, 1972. 448. o.
- Az ész államáig és tovább… (XVIII. századi francia utópiák), Magvető, 1979., 207. o.
- A trón, az oltár és az emberi jogok (Katolikus és liberális gondolkodók a restauráció korabeli Franciaországban) Magvető Könyvkiadó, 1984., 224. o.
- Moralisták és terroristák, Kozmosz Könyvek, 1987, 234. o.
- Négy arckép, Szépirodalmi Könyvkiadó, 1989, 283. o.
- Szabadság, egyenlőség, igazságosság, Magvető, 1989, 213. o.
- "Isten és szabadság" (Lamennais liberális katolicizmusa), Gondolat Könyvkiadó, 1990, 263. o.
- Téveszméink eredete, Atlantisz Könyvkiadó, Budapest, 1991 (Kísértések), 129. o., ISBN 963 7978 070
- A toleranciától a szabadságig (Anglia 300 éve egy eszme történetének tükrében) Kossuth Kiadó, 1992, 106. o.
- "Sem vele, sem nélküle" (Változatok a szabadság témájára) T-Twins Kiadó, 1996, 181. o.
- Fehér jakobinizmus (Ch. Maurras és az Action Française) Kávé Kiadó, 1999
- „Elhiszem, mert észszerű” (Tanulmányok az angol és a francia felvilágosodásról) Osiris Kiadó, 1999
- Szavak és kardok. Nyelvfilozófia és hatalomelmélet, Atlantisz Könyvkiadó, Budapest, 2004 (Mesteriskola), 112 o., ISBN 9789639165793
- Felvilágosodás-értelmezések; Áron, Bp., 2008
- Felvilágosodástól elsötétítésig. Politikafilozófiai írások, Atlantisz Könyvkiadó, Budapest, 2014 (Mesteriskola), 140 o., ISBN 9789639777316

## Fordítások, közreműködések, szerkesztések
- Hobbes: Leviatán, Magyar Helikon Kiadó, 1970
- A francia felvilágosodás morálfilozófiája, Gondolat Kiadó, 1975
- Hume: Értekezés az emberi természetről, Gondolat Kiadó, 1976
- Brit moralisták a XVIII. században, Gondolat Kiadó, 1977
- Rousseau: Értekezések és filozófiai levelek, Európa Kiadó, 1978
- Condorcet: Az emberi szellem fejlődésének vázlatos története, Gondolat Kiadó, 1988
- Robespierre: Elveim kifejtése, Gondolat Kiadó, 1988
- Voltaire: Válogatott filozófiai írások, Akadémiai Kiadó, 1990
- Az angolszász liberalizmus klasszikusai I. (szerk. Ludassy Mária, életrajzokat és magyarázatokat írta Kontler László), Atlantisz Könyvkiadó, Budapest, 1991 (Mesteriskola), ISBN 963797802X (összes)
- Az angolszász liberalizmus klasszikusai II. (szerk. Ludassy Mária, életrajzokat és magyarázatokat írta Horkay Hörcher Ferenc), Atlantisz Könyvkiadó, Budapest, 1992 (Mesteriskola), ISBN 963797802X (összes)
- Benjamin Constant: A régiek és a modernek szabadsága, Atlantisz Könyvkiadó, Budapest, 1997 (Mesteriskola), ISBN 9637978844
- Rousseau: A társadalmi szerződésről, Pannon Klett Kiadó, 1996
- Hobbes: Leviatán, Kossuth Kiadó, 1999
- David Hume: Tanulmány az erkölcs alapelveiről; ford. Miklósi Zoltán, Babarczy Eszter, utószó Ludassy Mária; Osiris, Bp., 2003 (Sapientia humana)
- David Hume: Beszélgetések a természetes vallásról; ford. Harkányi András, jegyz., tan. Ludassy Mária; Atlantisz Könyvkiadó, Budapest, 2006 (Mesteriskola), ISBN 9789639165823
- A felvilágosodás álmai és árnyai; szerk. Ludassy Mária; Áron, Bp., 2007